# 10857 Blüthner
10857 Blüthner là một tiểu hành tinh vành đai chính với chu kỳ quỹ đạo là 1344.2827152 ngày (3.68 năm).
Nó được phát hiện ngày 5 tháng 3 năm 1993.